# Backplane

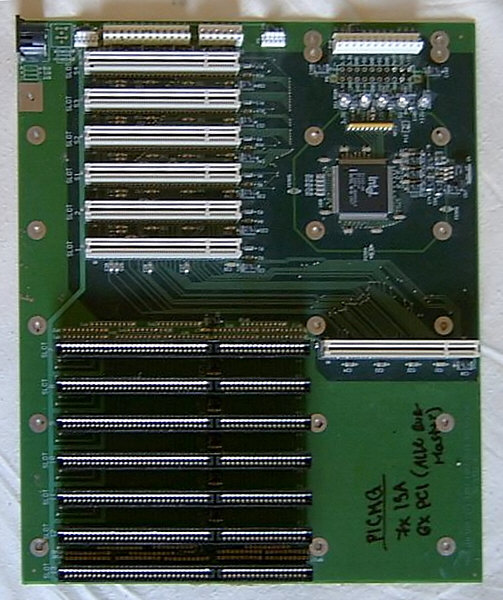
Eine PICMG-Backplane für industrielle PCs

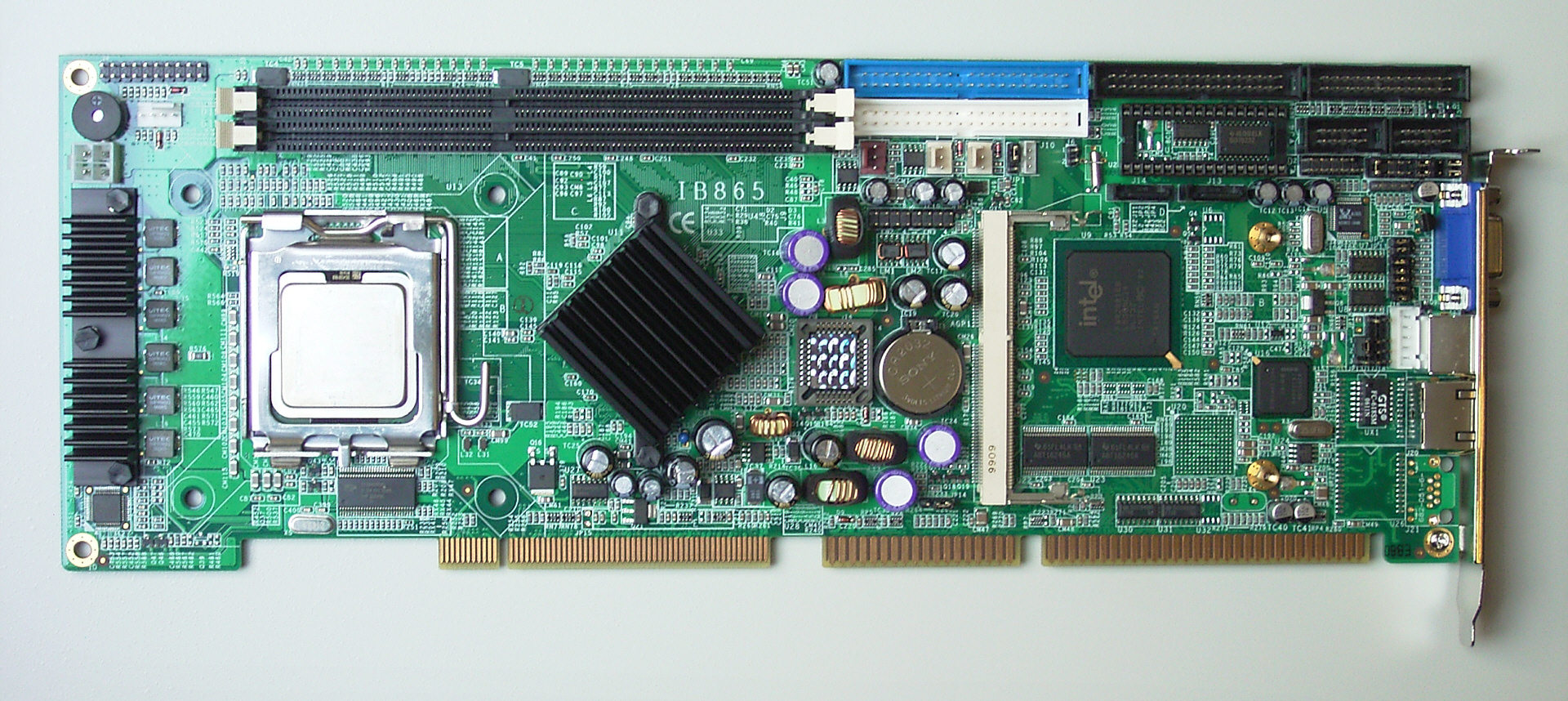
In die Backplane passende Slot-CPU mit Sockel 775

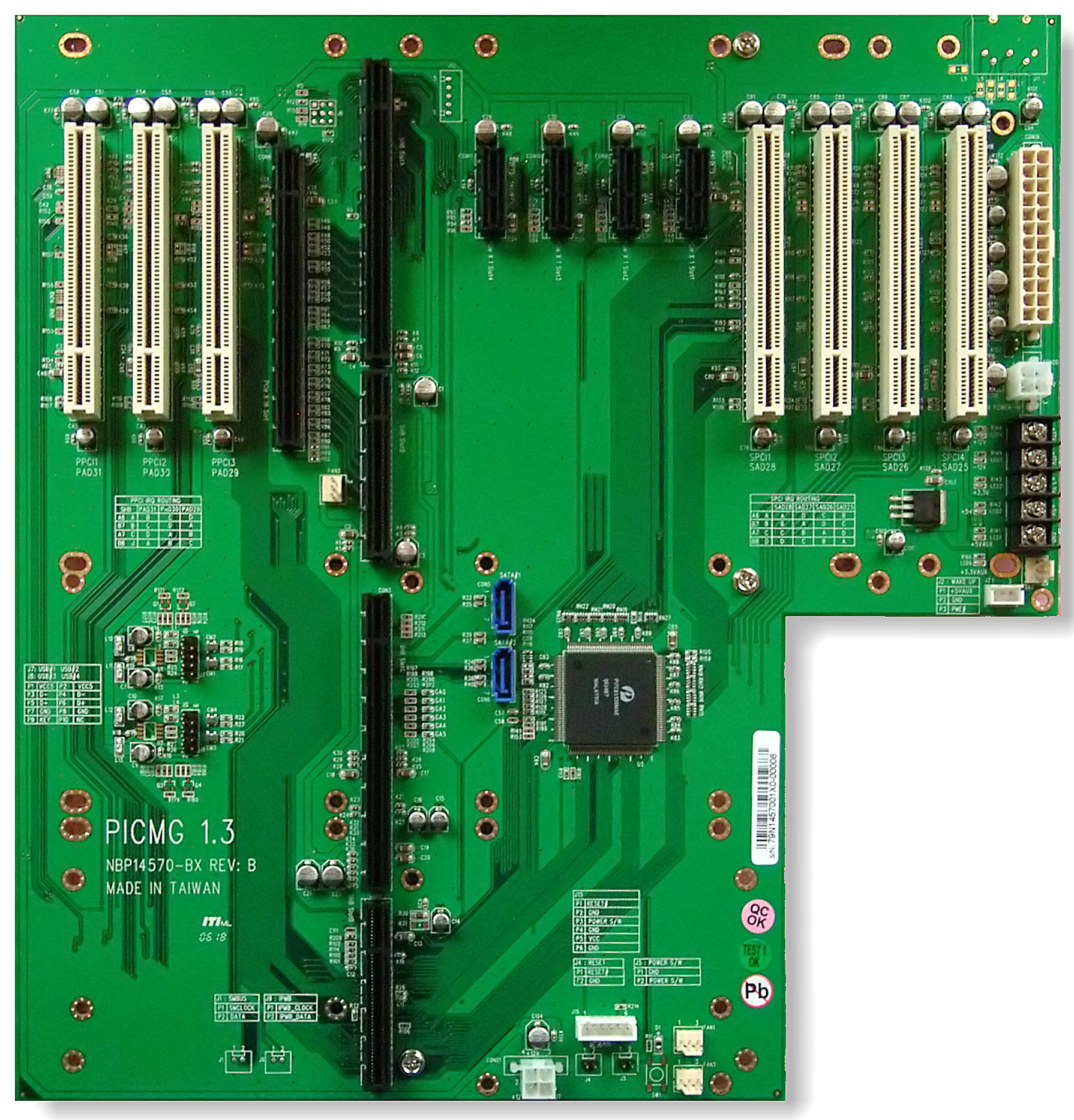
PICMG-Busplatine mit PCI- und PCIe-Steckplätzen

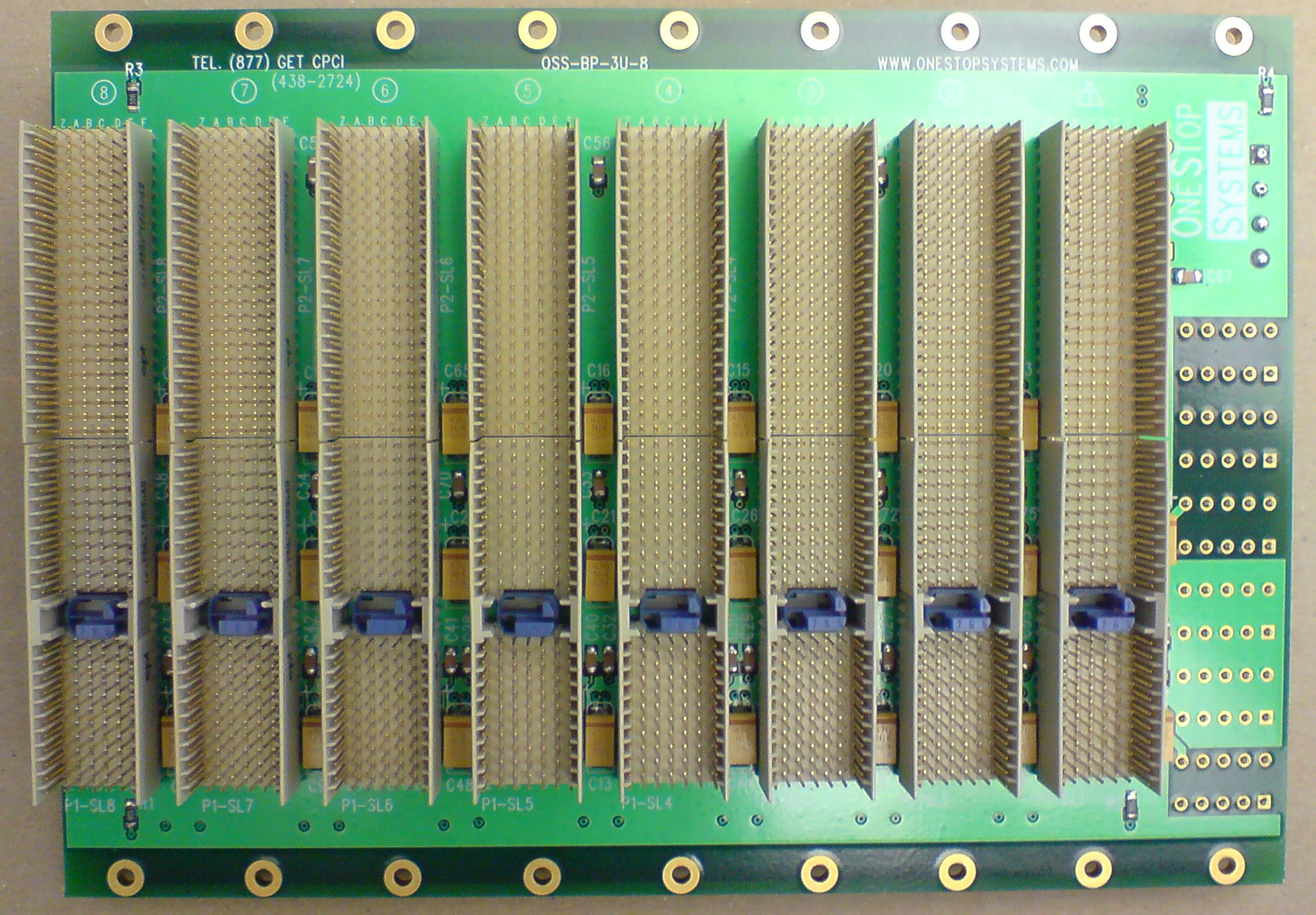
CompactPCI-Backplane mit 3 U.

Der Begriff Backplane, Busplatine, Rückplatte oder Rückverdrahtungseinheit wird in der Elektronik in unterschiedlichen Ausprägungen verwendet:
- Einerseits ist es eine technische Struktur in elektronischen Geräten, um weitere Elektronikbaugruppen hinzuzufügen.
- Andererseits wird ein spezieller Teil der Infrastruktur von Computernetzwerken so bezeichnet.

## Verwendung in elektronischen Geräten
Backplane nennt man die Rückwand eines elektronischen Gerätes, das mehrere Steckplätze für Einschubbaugruppen (Steckkarten) hat. Die Backplane trägt die Steckverbinder für die Einschubbaugruppen und verbindet sie elektrisch. In der Regel ist sie ein passives Bauteil, es sind also keine aktiven Bauelemente wie ICs oder passiven Bauteile wie Widerstände oder Kondensatoren auf ihr bestückt.
In der Frühzeit der Elektronik bestanden Backplanes aus Gestellen, in die Steckverbinder für Steckkarten nebeneinander montiert waren. Die elektrischen Verbindungen der einzelnen Pins zwischen den Steckverbindern erfolgte noch von Hand und frei in der Luft, meistens geordnet in gebündelten Leitungssträngen (siehe Abbildung anbei), bei anderen Anlagen aber auch komplett frei (Beispiel: frühe Cray-Modelle). Zudem wurden auch Wickelverbindungen verwendet.

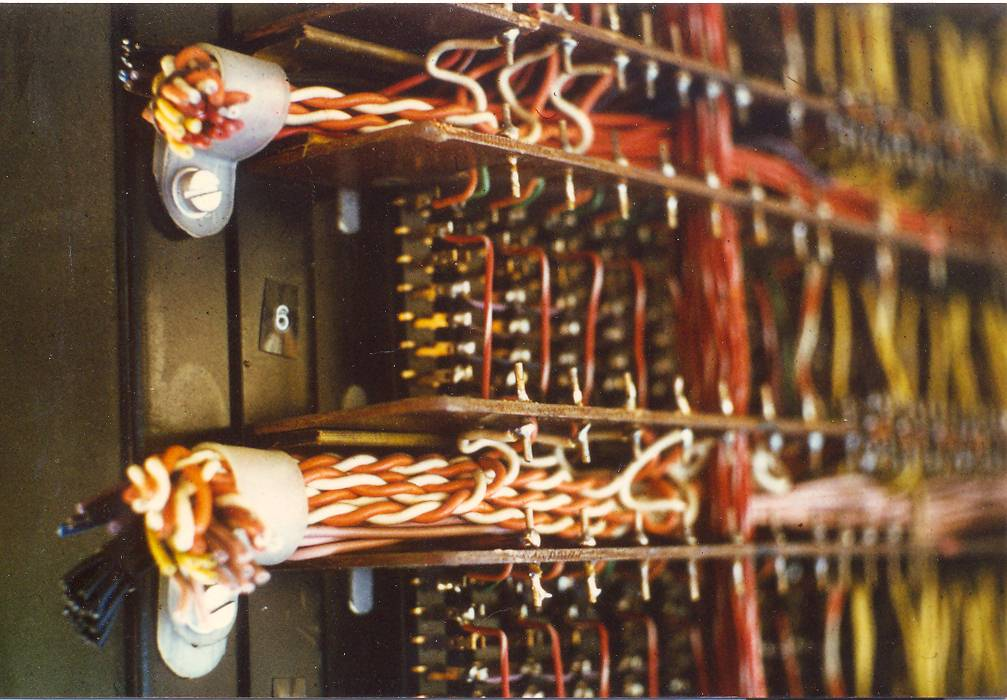
Backplane in Handverdrahtung aus den 1950er Jahren
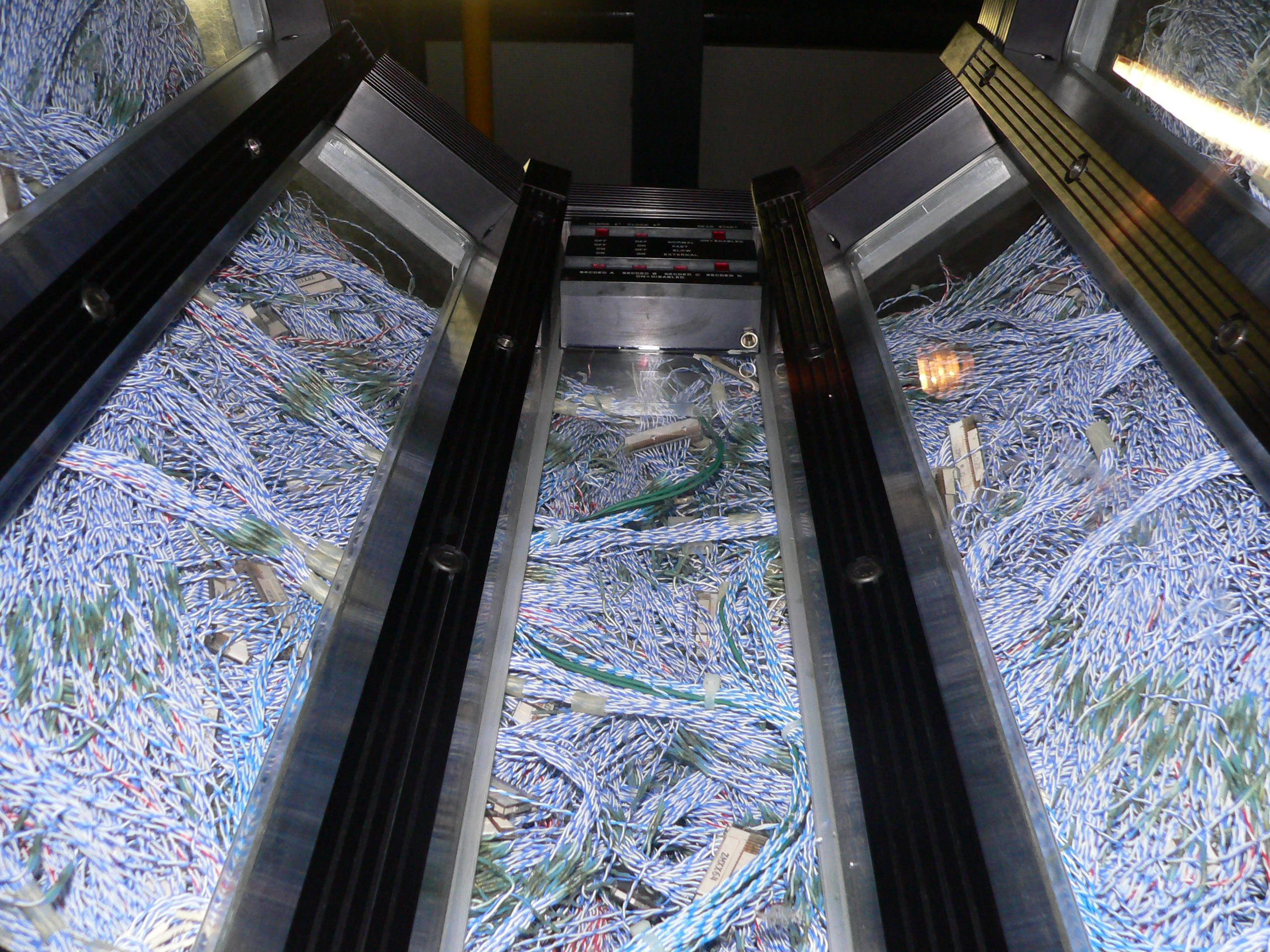
Backplane-Verdrahtung einer Cray-2

Backplanes als Massenware sind als mehrlagige Leiterplatte ausgeführt. Um Übergangswiderstände gering zu halten, werden bei der Fertigung Bohrungen verwendet, in die die Steckverbinder lediglich eingepresst werden. Da sie nicht weiter bestückt wird, läuft sie nicht durchs Lötbad. Sie wird daher als Fertigteil von Firmen zugeliefert, die sich auf die Fertigung und nicht auf die Bestückung von Leiterplatten spezialisiert haben.
Die elektrischen Verbindungen, die die Backplane zwischen den Steckplätzen herstellt, können sehr unterschiedlich geführt sein, und bestimmen die Architektur des Gerätes:
- Führen die Verbindungen von mehreren gleichartigen Steckplätzen zu einer zentralen Baugruppe, so spricht man von sternförmiger Leitungsführung. Die einzelnen Baugruppen können dann nicht untereinander kommunizieren, sondern nur über die zentrale Baugruppe.
- Sind gleichartige Baugruppen miteinander verbunden, so stellt dies einen Bus dar. Diese Art der Verbindung über eine Backplane erfordert ein Busarbitrierungsverfahren, also eine Regelung, die ein gleichzeitiges Schreiben auf den Bus durch verschiedene Baugruppen verhindert. Dieses Verfahren ist geschwindigkeitsbestimmend für den Datenverkehr auf dem Bus und meist ein Gerätekennzeichen. Wird beispielsweise die Leistungsfähigkeit eines Routers mit einem Durchsatz von 1 GBit/s beschrieben, so bedeutet dies in der Regel, dass der Bus auf der Backplane diesen Datendurchsatz herstellen kann.

Ein älteres Bussystem für Backplanes ist der VMEbus.
Oft werden Backplanes auch im Computerbereich in Servern und Großrechnern verwendet. Eine (oder mehrere) Steckkarte(n) mit Prozessoren wird auf die Backplane gesteckt. Man kann dann z. B. PCI-, ISA- oder andere Schnittstellen verwenden.
Backplane-artige Leiterplatten für Bussysteme, die auf eine Hauptplatine gesteckt werden, sind Riser-Karten. LPX und NLX waren Formfaktoren, die Bussysteme für Steckkarten aus der Hauptplatine führten.

### Verwendung in Computergehäusen
Ebenfalls als Backplane bezeichnet werden die rückseitigen Platinen als Bestandteil von Computergehäusen (oft Gehäuse für Server), die mit einem Einschub für Festplatten in Wechselrahmen versehen sind. Die Backplane stellt dabei über Steckkontakte die elektrische Verbindung zur Festplatte her, so dass diese getauscht werden kann, ohne das Gehäuse zu öffnen (siehe auch Hot Swapping).

## Verwendung in Switches
Eine Backplane ist auch ein Hochgeschwindigkeitsbus für Switches.
Ein Switch steuert in Computernetzen die Kommunikation. Seine einzelnen Ports sind über die Backplane verbunden. Anders als bei den Matrix-Switches, bei denen alle Ports mit allen anderen verbunden sind, befinden sich die Ports einer Backplane an einem Datenbus.
Eine Backplane kann eine bestimmte Datenübertragungsrate besitzen, die man z. B. in Gigabit pro Sekunde (Gbps oder Gbit/s) angeben kann. Wichtig ist dieser Wert bei einem zu erwartenden starken Datenverkehr in einem Netzwerk. Wenn nämlich alle Ports eines Switches im Voll-Duplex-Modus ausgelastet werden, z. B. 8 Ports mit 100 Mbit/s mal 2, dann sollte die Datenrate der Backplane mindestens 1,6 Gbps betragen. Ansonsten werden einzelne Datenpakete blockiert (englisch blocking). Eine Switch-Architektur, die als non-blocking ausgewiesen ist, besitzt also eine verfügbare Datenübertragungsrate, die höher ist als der maximal mögliche Datenverkehr. Damit kann jedem Port jederzeit die für ihn volle Datenübertragungsrate zur Verfügung gestellt werden.